# 比洛澤爾斯凱
比洛澤爾斯凱（烏克蘭語：Білозерське，羅馬化：Bilozerske，發音：[b⁽ʲ⁾iɫoˈzɛrsʲke] ⓘ）是乌克兰東部顿涅茨克州波克羅夫斯克區比洛泽尔斯凯市镇内的城市及该市镇的行政中心。該市位於赫內盧沙河畔，始建於1913年，面積2.48平方公里，海拔高度201米，2022年人口数量为14,634人，人口密度每平方公里5,901人。